# Cattedrale di Cristo (Mobile)
La cattedrale di Cristo (in inglese: Christ church cathedral) è la cattedrale episcopale di Mobile, in Alabama, Stati Uniti d'America. La chiesa è sede della diocesi episcopale della Costa del Golfo centrale.

## Storia
La chiesa è stata fondata nel 1823 come prima congregazione episcopale di Mobile e dello Stato di Alabama. I primi servizi religiosi anglicani erano condotti a Fort Charlotte durante l'occupazione britannica del Mobile. La pietra angolare dell'edificio fu posta nel 1838 e i lavori terminarono nel 1840.
Nel 1906 un grande uragano colpì l'area di Mobile e la tempesta distrusse il campanile originale. Completate le riparazioni, il campanile non è stato sostituito e la chiesa ha assunto l'aspetto moderno. La chiesa è divenuta cattedrale della diocesi episcopale della Costa del Golfo centrale nel 2005.